# Xã Blue Grass, Quận Scott, Iowa
Xã Blue Grass (tiếng Anh: Blue Grass Township) là một xã thuộc quận Scott, tiểu bang Iowa, Hoa Kỳ. Năm 2010, dân số của xã này là 4.006 người.